# Division 1 Féminine 2005/06
Die Saison 2005/06 der Division 1 Féminine war die 32. Ausspielung der französischen Frauenfußballmeisterschaft seit der offiziellen Anerkennung des Frauenfußballs durch die FFF, den Fußballverband Frankreichs, im Jahr 1970 und der ersten Austragung in der Saison 1974/75. Die Division 1 Féminine genannte Spielklasse wurde im reinen Ligamodus in einer aus einer einzigen Gruppe bestehenden, zwölf Teams umfassenden, landesweiten höchsten Liga ausgetragen.
Vorjahresgewinner waren die Frauen des HSC Montpellier, die die Meisterschaft aber nicht verteidigen konnten. Vielmehr setzte sich der Juvisy FCF durch und gewann damit seinen insgesamt sechsten Titel.
Die Fußballspielerinnen der D1F waren keine reinen Amateure mehr; vielmehr durften die Klubs sie für die Ausübung ihres Sportes finanziell entlohnen, wenngleich die maximal möglichen Vergütungen im Vergleich zum Männerfußball sehr moderat ausfielen. Dazu gab es einen von der FFF ausgearbeiteten „Bundesvertrag“ (contrat fédéral), der die maximalen Einkommenshöhen ebenso regelte wie andere Rechte und Pflichten von Vereinen und Fußballerinnen.

## Qualifikation und Austragungsmodus
Für die Teilnahmeberechtigung wurde ausschließlich das Abschneiden der Frauschaften in der Vorsaison berücksichtigt; qualifiziert waren die zehn bestplatzierten Teams der Vorsaison sowie zwei Aufsteiger aus der in zwei Gruppen aufgeteilten Division 2 Féminine, die sich in den Play-offs der jeweils beiden Staffel-Ersten und -Zweiten durchgesetzt hatten. Somit starteten folgende zwölf Teilnehmer in diese Saison:
- aus dem Norden und Osten: CNFE Clairefontaine, Aufsteiger USCCO Compiègne, FCF Hénin-Beaumont, Juvisy FCF, Paris Saint-Germain, Olympique Saint-Memmie, FC Vendenheim
- aus dem Westen: Aufsteiger ESOF La Roche, ASJ Soyaux
- aus dem Südosten: Olympique Lyon, Titelverteidiger HSC Montpellier, FC Toulouse

Die Meisterschaft wurde in einer doppelten Punkterunde ausgespielt, in der jeder Teilnehmer in Heim- und Auswärtsspiel gegen jeden anderen antrat. Es galt die auch im französischen Amateurfußball bis ins 21. Jahrhundert hinein übliche „modifizierte Drei-Punkte-Regel“ mit vier Punkten für einen Sieg, zwei für ein Unentschieden und einem für eine auf dem Spielfeld errungene Niederlage; bei Punktgleichheit gab zunächst der direkte Vergleich und anschließend gegebenenfalls die bessere Gesamt-Tordifferenz, falls auch dann noch Gleichheit bestand, gegebenenfalls die höhere Zahl erzielter Treffer den Ausschlag. Am Ende der Saison mussten die beiden Tabellenletzten absteigen und wurden für die kommende Spielzeit durch zwei Aufsteiger aus der zweiten Division ersetzt.

## Ergebnisse, Tabelle und Saisonverlauf
|                        | CNF Cla | USC Com | FCF H-B | FCF Juv | ESO LaR | Oly Lyo | HSC Mon | SG Par | Oly StM | ASJ Soy | FC Tou | FC Ven |
| CNFE Clairefontaine    |         | 8:1     | 3:1     | 2:6     | 4:1     | 1:0     | 1:3     | 0:2    | 0:1     | 0:1     | 1:3    | 1:1    |
| USCCO Compiègne        | 0:2     |         | 1:0     | 1:2     | 2:2     | 1:1     | 1:5     | 0:0    | 4:0     | 2:2     | 0:0    | 2:0    |
| FCF Hénin-Beaumont     | 2:1     | 0:1     |         | 0:4     | 3:2     | 0:0     | 0:7     | 3:1    | 2:1     | 1:1     | 2:1    | 2:0    |
| Juvisy FCF             | 3:1     | 3:1     | 6:1     |         | 4:0     | 4:0     | 2:4     | 5:0    | 5:0     | 3:2     | 2:1    | 4:0    |
| ESOF La Roche          | 1:4     | 2:0     | 1:2     | 0:2     |         | 0:4     | 0:4     | 0:2    | 3:1     | 2:2     | 0:4    | 1:0    |
| Olympique Lyon         | 1:1     | 2:0     | 5:1     | 0:1     | 4:0     |         | 0:0     | 1:0    | 4:0     | 0:0     | 0:0    | 0:0    |
| HSC Montpellier        | 0:0     | 5:1     | 6:0     | 1:3     | 2:1     | 2:1     |         | 2:0    | 7:0     | 4:0     | 0:0    | 4:0    |
| Paris Saint-Germain FC | 1:2     | 1:0     | 2:0     | 0:4     | 3:0     | 1:2     | 1:2     |        | 3:2     | 0:2     | 2:1    | 3:0    |
| Olympique Saint-Memmie | 0:5     | 2:1     | 2:3     | 0:10    | 0:2     | 0:2     | 0:2     | 0:0    |         | 1:4     | 0:4    | 0:2    |
| ASJ Soyaux             | 1:2     | 1:0     | 1:3     | 0:2     | 6:0     | 0:2     | 3:1     | 2:1    | 7:2     |         | 0:3    | 2:0    |
| FC Toulouse            | 1:2     | 1:2     | 4:1     | 1:3     | 1:0     | 0:0     | 0:1     | 2:1    | 4:0     | 1:0     |        | 3:0    |
| FC Vendenheim          | 1:1     | 2:2     | 1:0     | 0:5     | 1:1     | 0:5     | 1:6     | 2:2    | 2:3     | 0:3     | 1:3    |        |

| Pl. | Frauschaft           | Sp | G  | U | V  | Tore  | Diff. | Pkte. |
| --- | -------------------- | -- | -- | - | -- | ----- | ----- | ----- |
| 1.  | Juvisy FCF           | 22 | 21 | 0 | 1  | 83:15 |       | 85    |
| 2.  | HSC Montpellier (TV) | 22 | 17 | 3 | 2  | 68:15 |       | 76    |
| 3.  | Olympique Lyon       | 22 | 10 | 8 | 4  | 34:12 |       | 60    |
| 4.  | FC Toulouse          | 22 | 11 | 4 | 7  | 38:18 |       | 59    |
| 5.  | CNFE Clairefontaine  | 22 | 10 | 4 | 8  | 42:31 | +11 a | 56    |
| 6.  | ASJ Soyaux           | 22 | 10 | 4 | 8  | 40:30 | +10 a | 56    |
| 7.  | FCF Hénin-Beaumont   | 22 | 9  | 2 | 11 | 27:51 |       | 51    |
| 8.  | Paris Saint-Germain  | 22 | 8  | 3 | 11 | 26:32 |       | 49    |
| 9.  | USCCO Compiègne (N)  | 22 | 5  | 6 | 11 | 23:41 |       | 43    |
| 10. | ESOF La Roche (N)    | 22 | 4  | 3 | 15 | 19:55 |       | 37    |
| 11. | FC Vendenheim        | 22 | 2  | 6 | 14 | 14:53 |       | 34    |
| 12. | Olymp. Saint-Memmie  | 22 | 3  | 1 | 18 | 15:76 |       | 32    |

Als es am drittletzten Spieltag zur Spitzenpartie zwischen Juvisy und Montpellier kam, hatten die Gastgeberinnen bereits 76 von 76 möglichen Punkten auf der Habenseite und waren damit von den Titelverteidigerinnen aus dem Languedoc (64 Zähler) auch theoretisch nicht mehr einzuholen. Den rund 700 Zuschauern im Stade Georges-Maquin von Viry-Châtillon bot sich eine torreiche Begegnung, in der die Gästeelf von Trainer Patrice Lair nach 65 Minuten mit 4:0 vorne lag, ehe Juvisy das Ergebnis mit zwei Treffern noch etwas erträglicher gestaltete und in den anschließenden beiden Spielen seine Saison jeweils mit deutlichen Siegen meisterschaftswürdig ausklingen ließ.
Bereits ab Tabellenplatz drei begann das breite Mittelfeld, in dem auch Lyon und die mit nur noch fünf Siegen eine besonders schwache Rückrunde absolvierenden Frauen aus Toulouse nicht einmal in die Nähe einer Chance auf die Vizemeisterschaft kamen.
Im Tabellenkeller entwickelte sich im letzten Viertel der Saison allerdings noch ein spannender Kampf gegen den Abstieg. Nach dem 17. Spieltag lagen die Frauen des FC Vendenheim noch vier Punkte vor ESOF La Roche und sechs vor Saint-Memmie; dann allerdings leisteten die Elsässerinnen sich fünf Niederlagen in Folge – die erste davon in La Roche-sur-Yon –, während die Aufsteigerinnen aus der Vendée auch dank eines leichteren Restprogramms gegen Compiègne und Saint-Memmie noch punkteten und sich den ersten Nichtabstiegsplatz sichern konnten. Ersetzt wurden die beiden Absteiger zur nächsten Spielzeit durch den FCF Condé-sur-Noireau und Stade Briochin aus der zweiten Division.

## Die Spielerinnen des Meisters
Das Aufgebot von Trainer Pascal Gressani umfasste folgende Spielerinnen (in Klammern Zahl der Einsätze):
- Tor: Sandrine Capy (22), Valérie Mercadal (0)
- Abwehr: Morgane Adolphi (1), Anne-Laure Casseleux (18), Sandra Chatoux (0), Laure Dupont (20), Nelly Guilbert (20), Émilie Trimoreau (21)
- Mittelfeld: Dorothée Boufflers (7), Virginie Bourdille-Mendes (20), Élise Bussaglia (22), Amélie Coquet (20), Danaé Dunord (1), Alexandra Guiné (10), Sophie Guyennot (12), Célia Mazeau (1), Veronica Nyarko (0), Floriane Pelissero (0), Isabelle Richant (1), Sandrine Soubeyrand (22)
- Angriff: Gwenaëlle Butel (8), Marinette Pichon (22), Peggy Provost (22), Laëtitia Tonazzi (22)

Juvisys 83 Tore erzielten: Pichon 36, Tonazzi 14, Bourdille-Mendes 12, Bussaglia, Provost je 4, Guilbert, Soubeyrand je 3, Coquet, Trimoreau je 2, Guiné 1; dazu kamen zwei Eigentore.

## Erfolgreichste Torschützinnen
| Pl. | Name                      | Team           | Tore |
| --- | ------------------------- | -------------- | ---- |
| 1.  | Marinette Pichon          | Juvisy         | 36   |
| 2.  | Hoda Lattaf               | Montpellier    | 16   |
| 3.  | Laëtitia Tonazzi          | Juvisy         | 14   |
| 4.  | Sonia Bompastor           | Montpellier    | 12   |
|     | Virginie Bourdille-Mendes | Juvisy         | 12   |
|     | Corine Petit              | Soyaux         | 12   |
|     | Lilas Traïkia             | Toulouse       | 12   |
| 8.  | Ingrid Boyeldieu          | Hénin-Beaumont | 11   |
|     | Sandrine Brétigny         | Lyon           | 11   |
|     | Amandine Henry            | Clairefontaine | 11   |

```
Siehe auch
```

- Challenge de France féminin 2005/06
- Ligue 1 2005/06